# Kwak Dong-yeon
Dans ce nom coréen, le nom de famille, Kwak, précède le nom personnel.
Kwag Dong-yeon, né le 19 mars 1997 à Daejeon, est un acteur et musicien sud-coréen.

## Biographie
Né à Daejeon, Kwag Dong-yeon déménage vers l'âge de 13 ans à Séoul pour poursuivre son rêve de devenir artiste. Il étudie la musique à la FNC Academy depuis 2010 et a également suivi des cours de théâtre. En février 2013, il est diplômé du Lycée Munrae et finalement de l'École des Arts de la Scène de Séoul.

## Carrière
Il fait ses débuts en 2012 dans la série télévisée My Husband Got a Family où il remporte le prix du meilleur jeune acteur à la cérémonie Korea Drama Awards. Il joue ensuite dans des séries telles que Modern Farmer (2014) ou Love in the Moonlight (2016) où il gagne en reconnaissance. En 2018, il rejoint la distribution de la série My ID is Gangnam Beauty.
Il est représenté par l'agence FNC Entertainment, qui gère également le groupe Kokoma Band, dont il fait partie en tant que guitariste principal.

## Filmographie

### Cinéma
- 2016 : Misbehavior : Yoo Jong-ki
- 2017 : Man of Will : Choi Yoon-suk
- 2018 : Heung-boo: The Revolutionist : Sheddong
- 2019 : Baseball Girl : Lee Jung-ho
- 2024 : Love in the Big City (대도시의 사랑법) d'E.oni : Jeon-soo

### Télévision
- 2012 : My Husband Got a Family : Bang Jang-goon
- 2013 : Jang Ok-jung, Living by Love : Le jeune Prince Dong-pyeong
- 2013 : Adolescence Medley : Choi Jeong-woo
- 2014 : Inspiring Generation : Shin Jung-tae joven
- 2014 : Drama Special : Le collégien A Lee Hae-joon
- 2014 : Modern Farmer : Han Ki-joon
- 2015 : Splendid Politics : Yi Ui-rip
- 2015 : Drama Special : Avici : Ji Sun-woo
- 2016 : Come Back Mister : Jeune Han Gi-tak
- 2016 : Puck! : Hwang Gyung-pil
- 2016 : Pied Piper : Jung In
- 2016 : The Master of Revenge : Lee Yong-joo
- 2016 : Love in the Moonlight : Kim Byung-yeon
- 2017 : Fight for My Way : Kim Moo-ki
- 2017 : Reunited Worlds : Sung Hae-cheol
- 2017 : Drama Special - Slow : Lee Ji-won
- 2018 : Radio Romance : Jason
- 2018 : My ID Is Gangnam Beauty : Yeon Woo-young
- 2018 : My Strange Hero : Oh Se-ho
- 2020 : It's okay to not be okay : Kwon Ki Do
- 2021 : Vincenzo : Jang Han-seo
- 2022 : Big Mouth : Jerry / Oh Jin-chul / Big Mouse
- 2024 : Queen of Tears : Hong Soo-Cheol